# 伊住公一朗
伊住 公一朗（いずみ こういちろう、1986年〈昭和61年〉10月20日 - ）は、日本の実業家、茶人、淡交社代表取締役社長、ミリエーム副社長。茶名は伊住宗陽。

## 人物・来歴
1986年（昭和61年）10月20日、茶道裏千家の分家である伊住家の伊住政和・弘美夫妻の長男として、京都府京都市に生まれる。16歳の時に父・政和を亡くしてからは、祖父・千玄室と伯父・千宗室の元で茶道に精進した。東海大学付属大阪仰星高等学校・中等部を経て、2009年（平成21年）に立命館大学文学部を卒業後、茶製品および清涼飲料水メーカーの伊藤園に入社。2011年（平成23年）には、父・政和が創設した会社であるミリエームに入社し、2017年（平成29年）からは同社の副社長を務めている。その後、伊藤園を退社し、2018年（平成30年）からは裏千家と繋がりが深い出版社で主に茶道や京都関係の書籍を出版している淡交社の取締役、2020年（令和2年）には副社長と歴任し、2022年（令和4年）6月1日付で社長に就任した。今後、茶道具の電子商取引（EC）販売など時代に合わせた新事業を進める。
また、茶人としては、2018年（平成30年）9月13日、大徳寺僧堂において得度式が行われ、大徳寺派管長・僧堂師家 高田明浦老師より碧流斎宗陽の斎号「安名」の証を授与された。
私生活では、2013年（平成25年）11月にファシリティ専務取締役の下嶋忍・麻理絵夫妻の長女・亜未と結婚。その後、2022年（令和4年）までに小学生と幼稚園の2児の父となる。

## 家族・親族
父は、茶道裏千家第15代家元の千玄室・登三子夫妻の次男である伊住宗晃（政和）。弟は、伊住禮次朗。父方の祖父に千玄室、伯父に茶道裏千家第16代家元の千宗室、伯母に元皇族の千容子（三笠宮崇仁親王と同妃百合子の第2女子・容子内親王）。また、従姉兄弟には、chori名義で詩人として活動した菊地明史（2014年（平成26年）12月に独立、2024年（令和6年）8月20日死去）、葵祭・第54代斎王代を務めた阪田万紀子および茶道裏千家・若宗匠の千宗史（千敬史）らがいる。